# Macrocarpaea pajonalis
Macrocarpaea pajonalis är en gentianaväxtart som beskrevs av Jason Randall Grant. Macrocarpaea pajonalis ingår i släktet Macrocarpaea och familjen gentianaväxter. Inga underarter finns listade i Catalogue of Life.